# Taedia hawleyi
Taedia hawleyi är en insektsart som först beskrevs av Knight 1917.  Taedia hawleyi ingår i släktet Taedia och familjen ängsskinnbaggar. Inga underarter finns listade i Catalogue of Life.